# Артем'єв Вячеслав Павлович
Вячеслав Павлович Артем'єв (нар. 27 серпня 1903, Березань, Березанський повіт, Київська губернія — ?) — гвардії підполковник РСЧА, підполковник ВС КОНР.

## Життєпис
Народився в селянській родині. У 1918 закінчив єдину трудову школу в Москві. 

## Служба в РСЧА
З листопада 1918 до січня 1920 служив червоноармійцем в автороті, з лютого 1920 до весни 1921 — в 2-му запасному кавалерійському полку, з квітня 1921 до вересня 1922 — в окремій батареї стрілецької дивізії особливого призначення. З вересня 1922 до червня 1923 — курсант Об'єднаної військової школи ВЦВК, по закінченні — курсант 1-ї Московської кавалерійської школи.
З травня 1924 до жовтня 1925 — начальник військової розвідки 41-го стрілецького полку 14-ї стрілецької дивізії. У жовтні 1925 зарахований слухачем в Київську Об'єднану військову школу.
У серпні 1927 прийняв посаду командира взводу 63-го кавалерійського полку 1-ї окремої бригади ім. І. В. Сталіна.
З грудня 1928 до грудня 1932 — на аналогічній посаді в полковій школі, потім — командир ескадрону 62-го кавалерійського полку.
Після жовтня 1933 деякий час служив помічником начальника штабу 61-го кавалерійського полку, потім був начальником штабу воєнізованої охорони системи Карагандинських таборів НКВС в Ташкенті. У 1940 присвоєно військове звання капітан.
15 вересня 1941 призначений помічником начальника оперативного відділу штабу 81-ї кавалерійської дивізії.
З 11 січня 1942 — командир 216-го кавалерійського полку 81-ї кавалерійської дивізії, 5 серпня відбув у піхотне училище при ВАФ, 7 червня присвоєно військове звання майор.
В кінці 1942 — початку 1943 присвоєно військове звання підполковник.
Напочатку 1943 року направлений на фронт командиром 46-го гвардійського кавалерійського полку 6-го гвардійського кавалерійського корпусу. 

## Російська Визвольна Армія
Під час прориву полком оборони противника у вересні 1943 узятий в полон.
До червня 1944 перебував в Особливому опитувальному таборі у Летцені. Добровільно подав заяву про вступ до РВА і був направлений в Дабендорфську школу РВА. У липні 1944 після закінчення курсів у Дабендорфе залишений на посаді командира курсантської роти.
У листопаді призначений командиром 2-го гренадерського полку 1-ї піхотної дивізії ЗС КОНР. Сформував 2-й полк (1602-й піхотний за німецькою нумерацією) на базі частини особового складу (бл. 3000 чол.) 29-ї піхотної дивізії СС (бригада бригаденфюрера СС Б. В. Камінського).
У березні разом з дивізією виступив на Східний фронт — на Одер в район Фюрстенвальде. 15 квітня виступив разом з полком у складі дивізії в Чехію. У боях за Прагу 5-8 травня командував полком в районах Хухла — Слівенец, Лаговічкі-у-Праги і Збрислав.
Після відступу дивізії з Праги на Пльзень, 10-11 травня полк дислокувався в районі села Лнарже між бойовими порядками 90-ї піхотної дивізії 12-го американського корпусу та 162-ї танкової бригади 25-го радянського танкового корпусу. Блукаючи лісом в ніч з 11 на 12 травня, наткнувся на патруль радянської танкової бригади, і видав себе за парламентера командира дивізії генерал-майора ЗС КОНР С. К. Буняченко. Повернувшись в дивізію, повідомив йому, що командир 162-ї танкової бригади полковник І. П. Міщенко пропонує дивізії перейти в повному складі в місце дислокації його підрозділи, гарантуючи всім життя і свободу. За наказом Буняченко всю ніч з 11 на 12 травня «вів переговори» про «здачу» власовського з'єднання, щоб відтягнути час для переходу дивізії в американську окупаційну зону. Після наказу Буняченко про розпуск дивізії 12 травня втік за лінію демаркації.

## Післявоєна доля
Уникнув насильницької видачі радянської адміністрації. У 1947—1950 працював при окупаційній армії США в Європі, займався дослідженнями та аналітикою, потім перебував на службі в Інституті армії США підвищеної спеціалізації з вивчення російських і східноєвропейських процесів.
Професор військових наук. Учасник післявоєнних власовських організацій АЦОДНР, член Військово-політичної Ради та Головного управління САФ в 1948—1951 і СВОД, співробітник Інституту з вивчення СРСР у Мюнхені.
Автор праць зі спеціальності, опублікованих у Європі та США, а також роботи «Режим та охорона виправно-трудових таборів МВС» (Мюнхен, 1956) і мемуарів «Перша дивізія РОА» (Лондон, 1974).
Дата смерті не встановлена (після 1960).